# بالان (الأردين)
بالان هي بلدية فرنسية تقع في إقليم الأردين في منطقة غراند إيست. 